# Хурез (Брашов)
Хурез (рум. Hurez) насеље је у Румунији у округу Брашов у општини Бекљан. Oпштина се налази на надморској висини од 457 m.

## Становништво
Према подацима из 2002. године у насељу је живело 404 становника, од којих су сви румунске националности.